# Jean-Baptiste Regnault
Jean-Baptiste Regnault (París, 9 de octubre de 1754-12 de noviembre de 1829) fue un pintor académico y neoclásico francés.

## Biografía

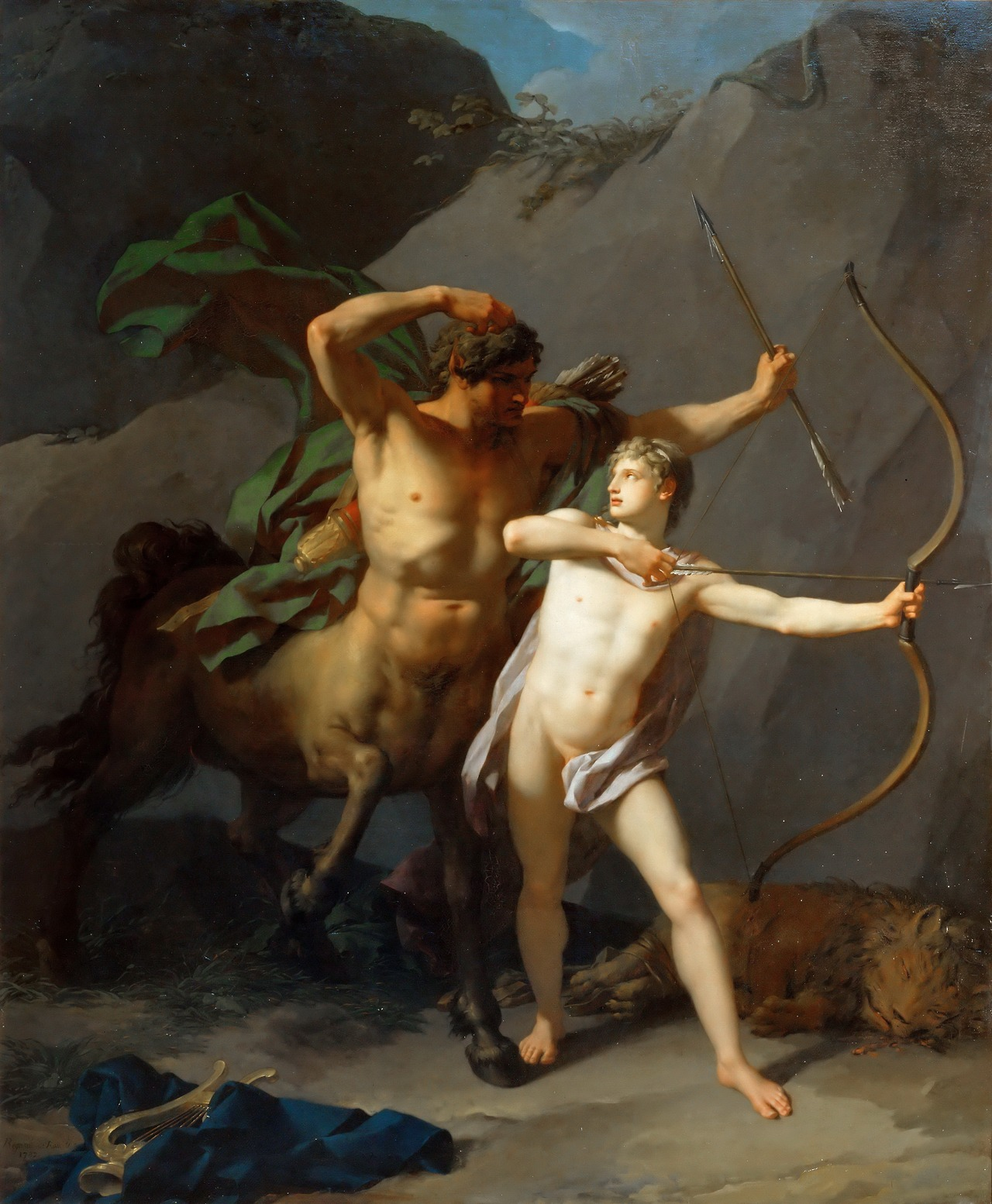
La educación de Aquiles.

Nació en París en 1754 y comienza su todavía corta vida como grumete de un navío mercante durante cinco años. De regreso a París es alumno del pintor Jean Bardin, al que acompaña a Italia recomendado por Monsieur de Monval, así como de Nicolas-Bernard Lépicié y de Joseph-Marie Vien. Su Alejandro y Diógenes le vale el Premio de Roma en 1776. Posteriormente permanece en la Villa Médicis en compañía de Jacques Louis David y de Pierre Peyron.

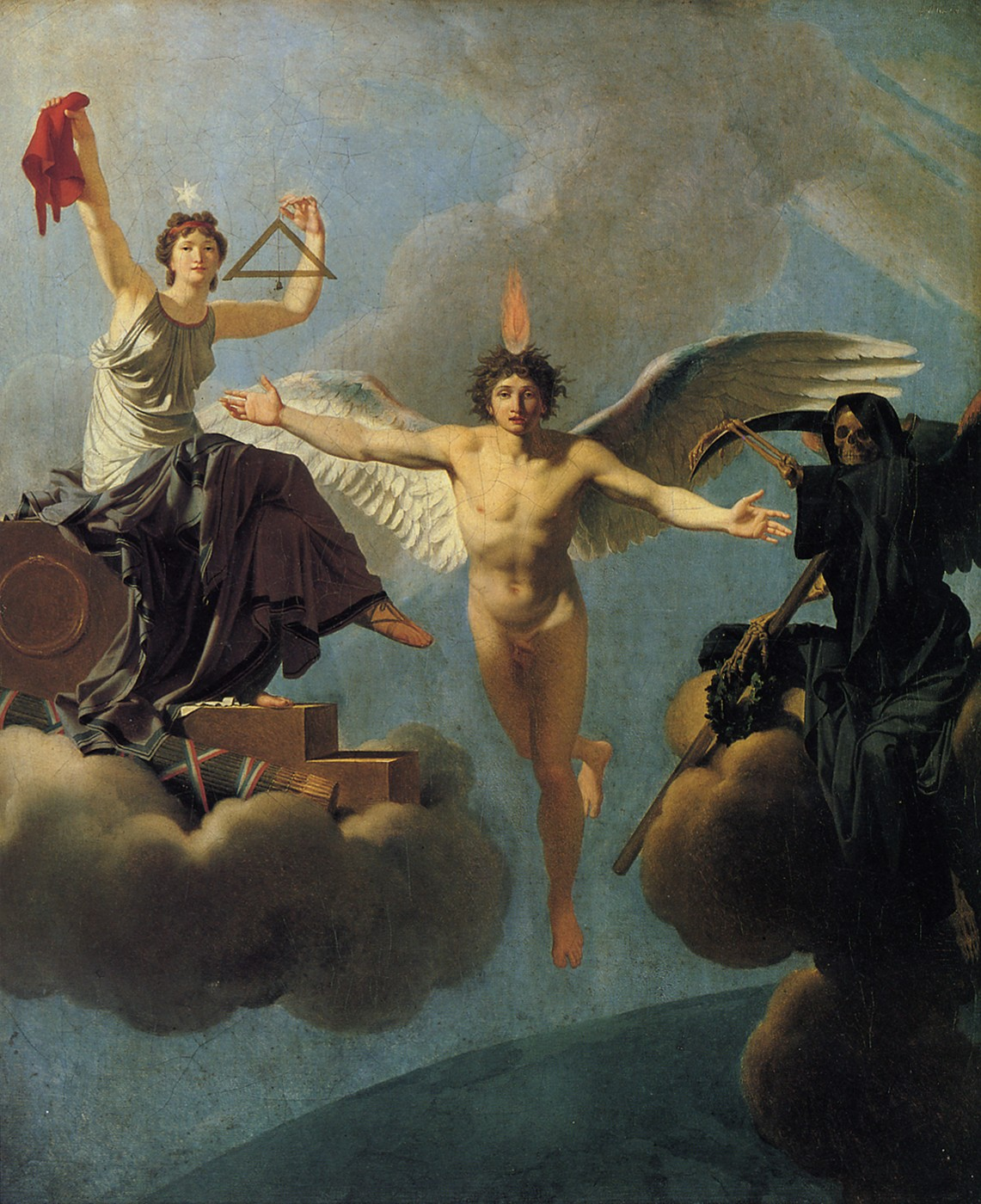
La Libertad o la Muerte (1795).

La admisión en la Academia de bellas artes ocurrió en 1782 con el lienzo La educación de Aquiles elegido debido al equilibrio entre la composición y las formas y la pureza del estilo, así como por la calidad de los matices cromáticos. Alrededor del año 1789 recibe el encargo de la que se considera una de sus mejores obras de juventud en la tradición academicista, El descendimiento de la cruz para la Capilla Real de Fontainebleau.

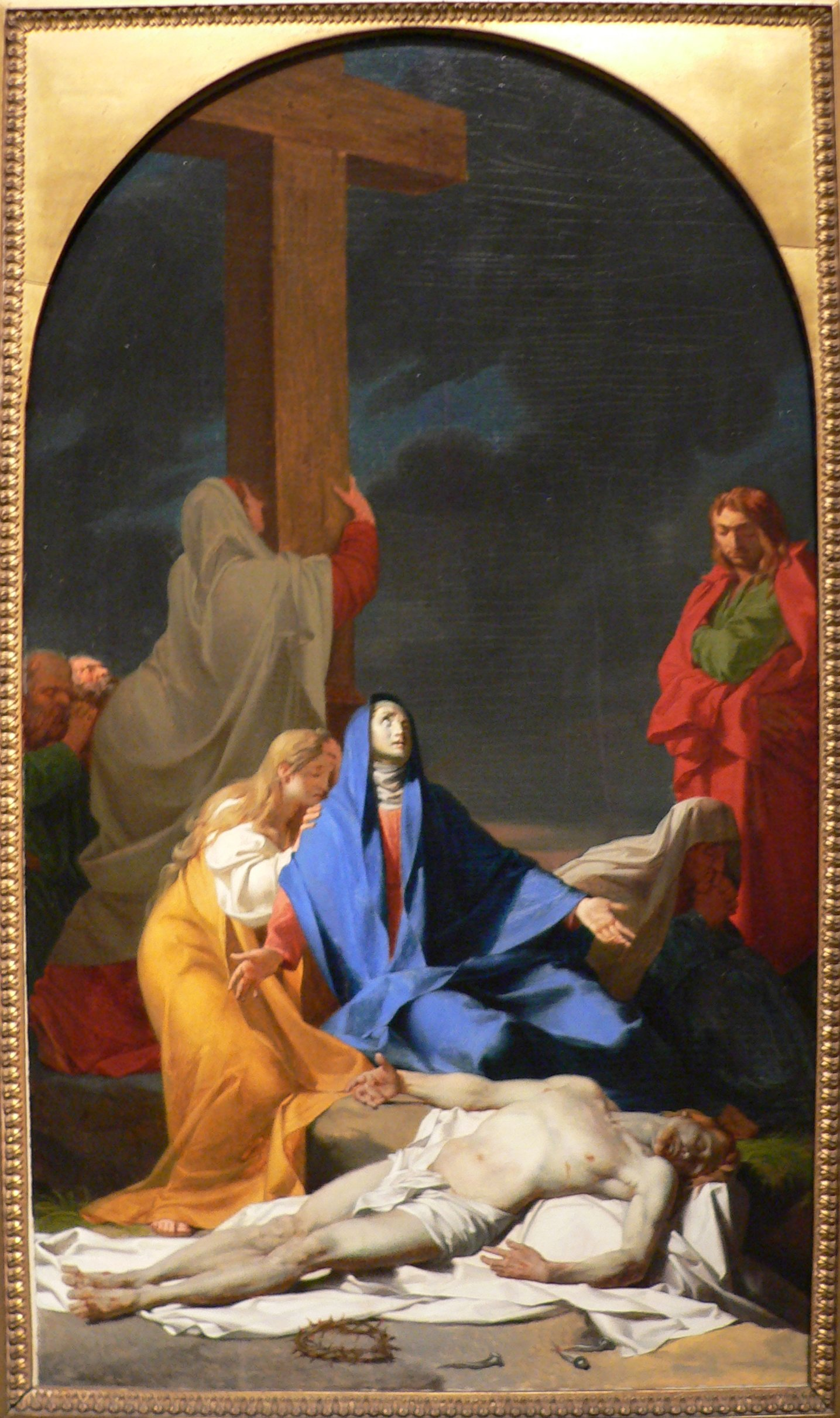
Descendimiento de la Cruz, 1789, Museo del Louvre.

En un principio cultiva los temas históricos hasta que queda apasionado por la Revolución francesa, pintando entonces para el Salón de 1795 La Libertad o la Muerte. En este bello lienzo se puede apreciar en el centro al Genio protector de Francia con alas tricolores sobrevolar el globo terrestre, que expresa así la universalidad de las ideas de la Convención de 1793; a su izquierda, la Muerte; a su derecha, la República con los símbolos de la libertad, de la igualdad y de la fraternidad.
Además de varios lienzos de pequeño formato y de tema alegórico, Regnault es también el autor de una gran cantidad de pinturas de temática histórica y mitológica; su escuela, que contó entre sus principales asistentes a Pierre Narcisse Guérin, Merry-Joseph Blondel, Robert Lefèvre y Théodore Caruelle d'Aligny entre muchos otros, fue durante largo tiempo digna rival de la influenciada por David.
Bajo el Imperio Napoleónico, Jean-Baptiste Regnault, que firma artísticamente como "Renaud de Roma", elabora grandes lienzos con la misma frialdad heredada de la antigüedad, como el encargado por Napoleón en 1804 destinado para el Senado y titulado Marcha triunfal de Napoleón hacia el templo de la inmortalidad, conservado en la actualidad en el Palacio de Versalles.
Regnault falleció el 12 de noviembre de 1829 y está inhumado en el Cementerio del Père-Lachaise.

## Legado artístico
- Alejandro y Diógenes, (1776)
- La Educación de Aquiles, (1782), Museo del Louvre.
- El origen de la escultura o Pigmalión y su estatua,(1786), Château de Maisons-Laffitte
- El origen de la pintura, Château de Maisons-Laffitte
- Orestes e Ifigenia en Tauride, (1787)
- Descendimiento de la Cruz, (1789), Museo del Louvre.
- El Diluvio, (1789-91)?, Museo del Louvre.
- Sócrates arrebatando a Alcibiades de los brazos del Placer, (1791), Museo del Louvre.
- La Libertad o la Muerte, (1795), Kunsthalle, Hamburgo.
- La Tres Gracias, (1799), Museo del Louvre.
- La muerte de Cleopatra, (1799)
- Desaix muriendo en la batalla de Marengo, (1801), Palacio de Versalles.
- Retrato de Napoleón en Bolonia, (1804), La Habana, Museo napoleónico.
- La marcha triunfal de Napoleón hacia el templo de la inmortalidad, (1804).
- Matrimonio del Príncipe Jérôme y la Princesa de Wurtemberg, (1810).
- Amor e Himeneo bebiendo en la copa de la Amistad, (1820), Meaux, Museo Bossuet.
- Amor y Psyche, (1828).

## Galería

Obras de Jean-Baptiste Regnault
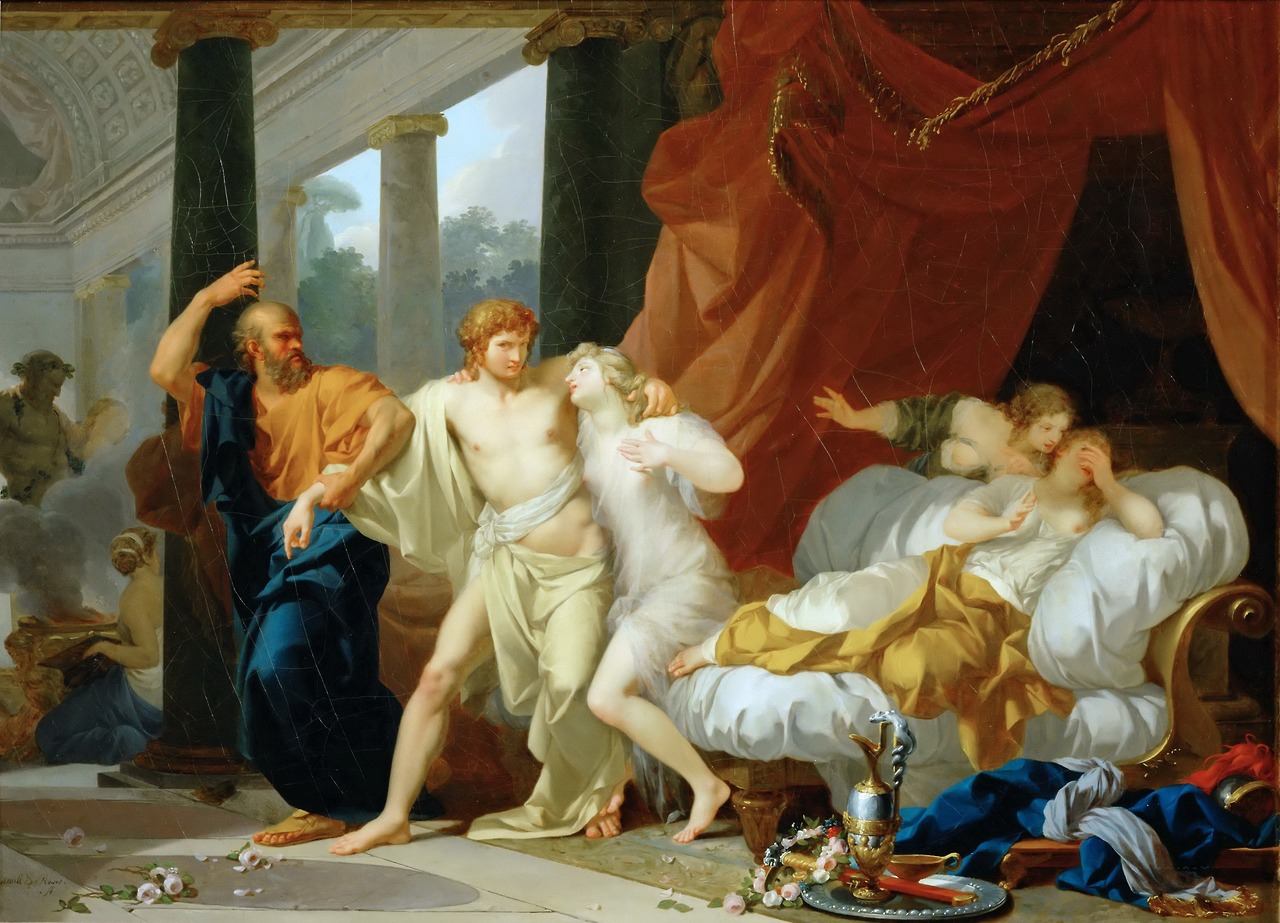
Sócrates arrebatando a Alcibiades de los brazos del Placer (1791)
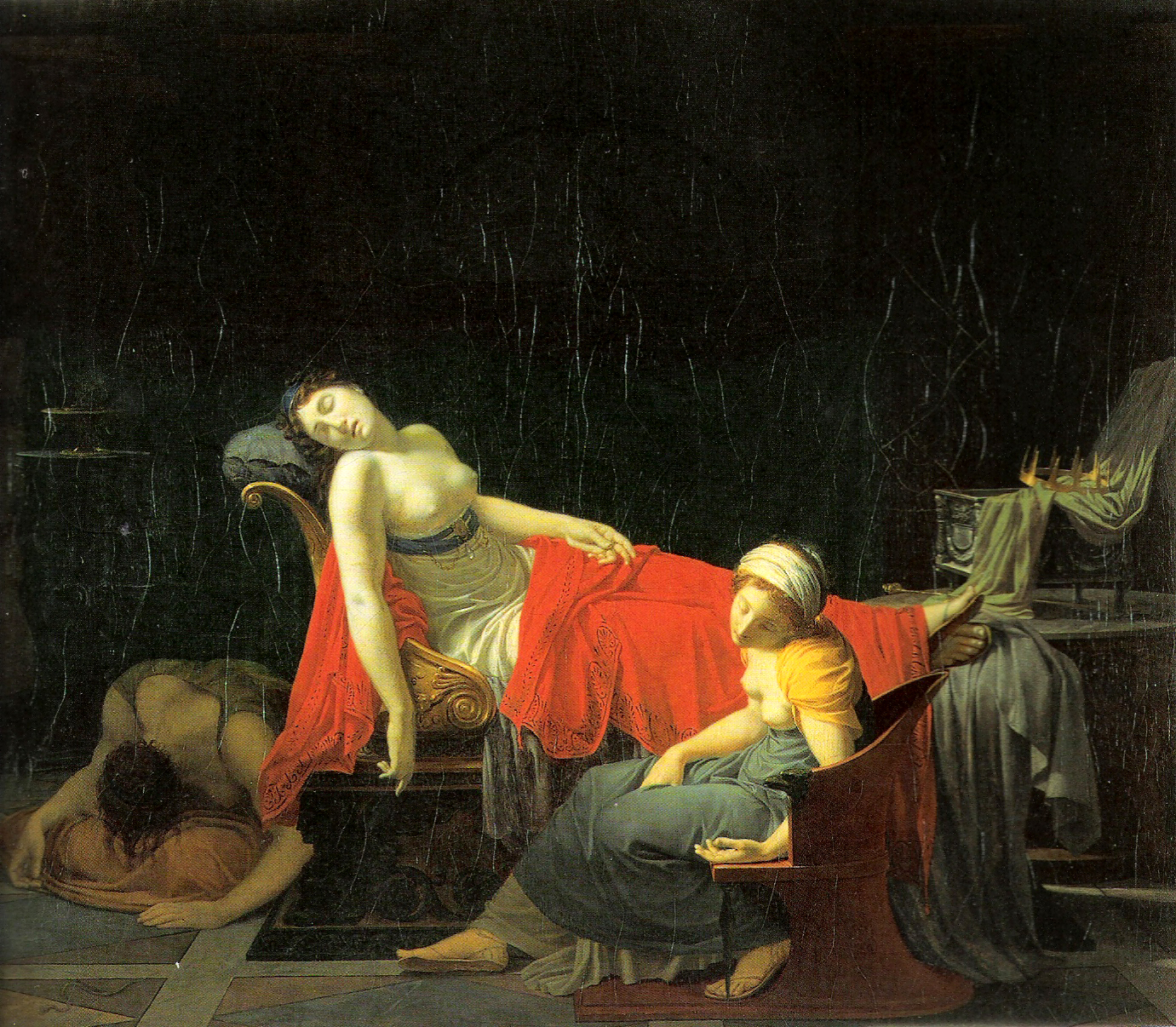
La muerte de Cleopatra (1799)
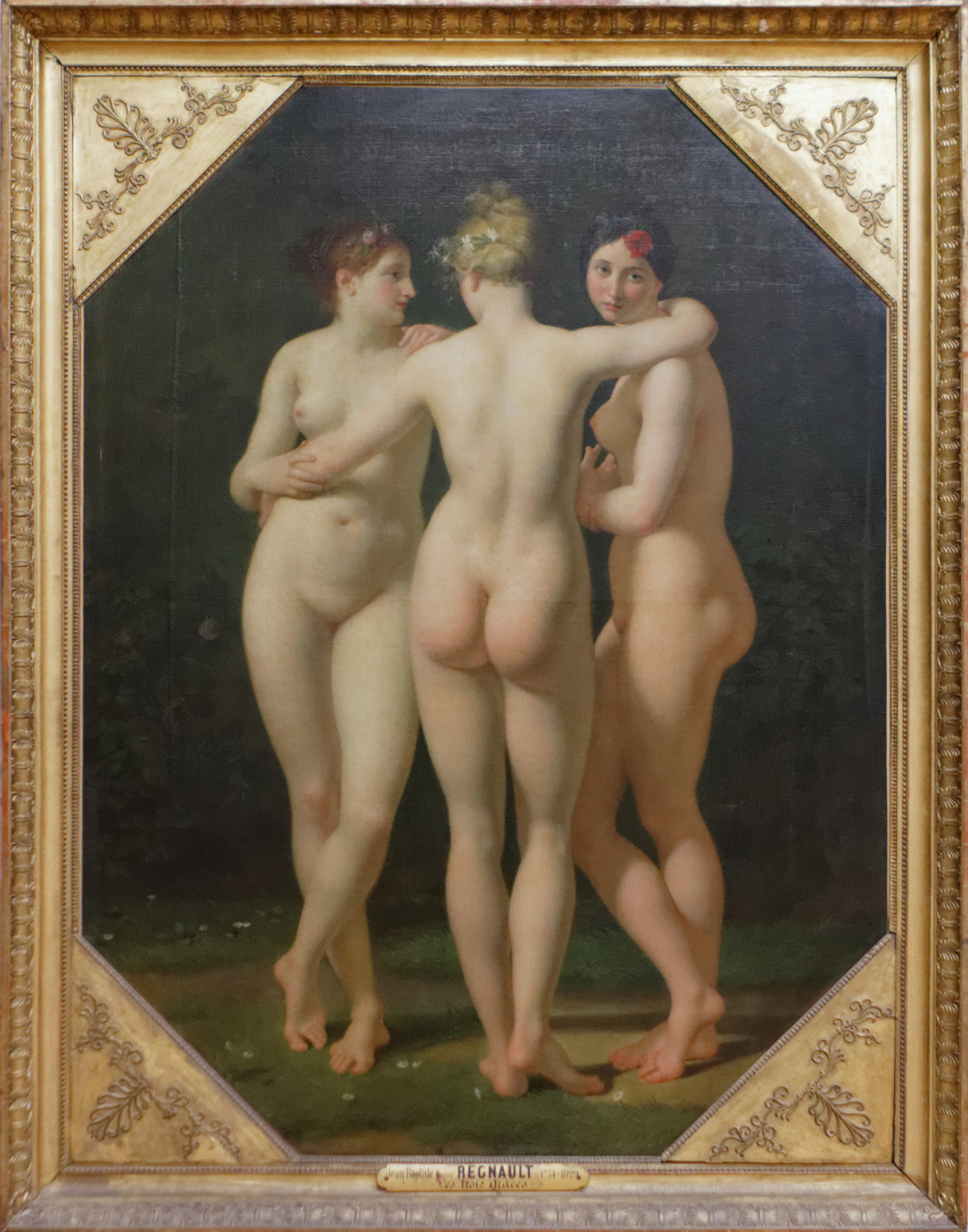
Las Tres Gracias (1799)
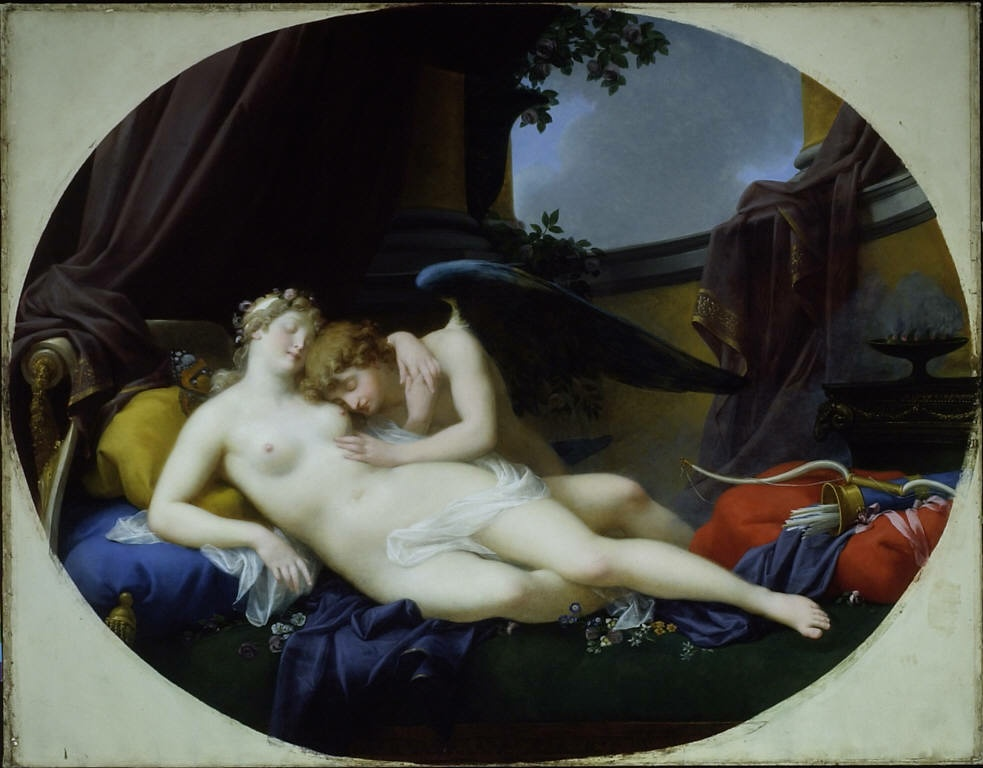
Amor y Psyche (1828)
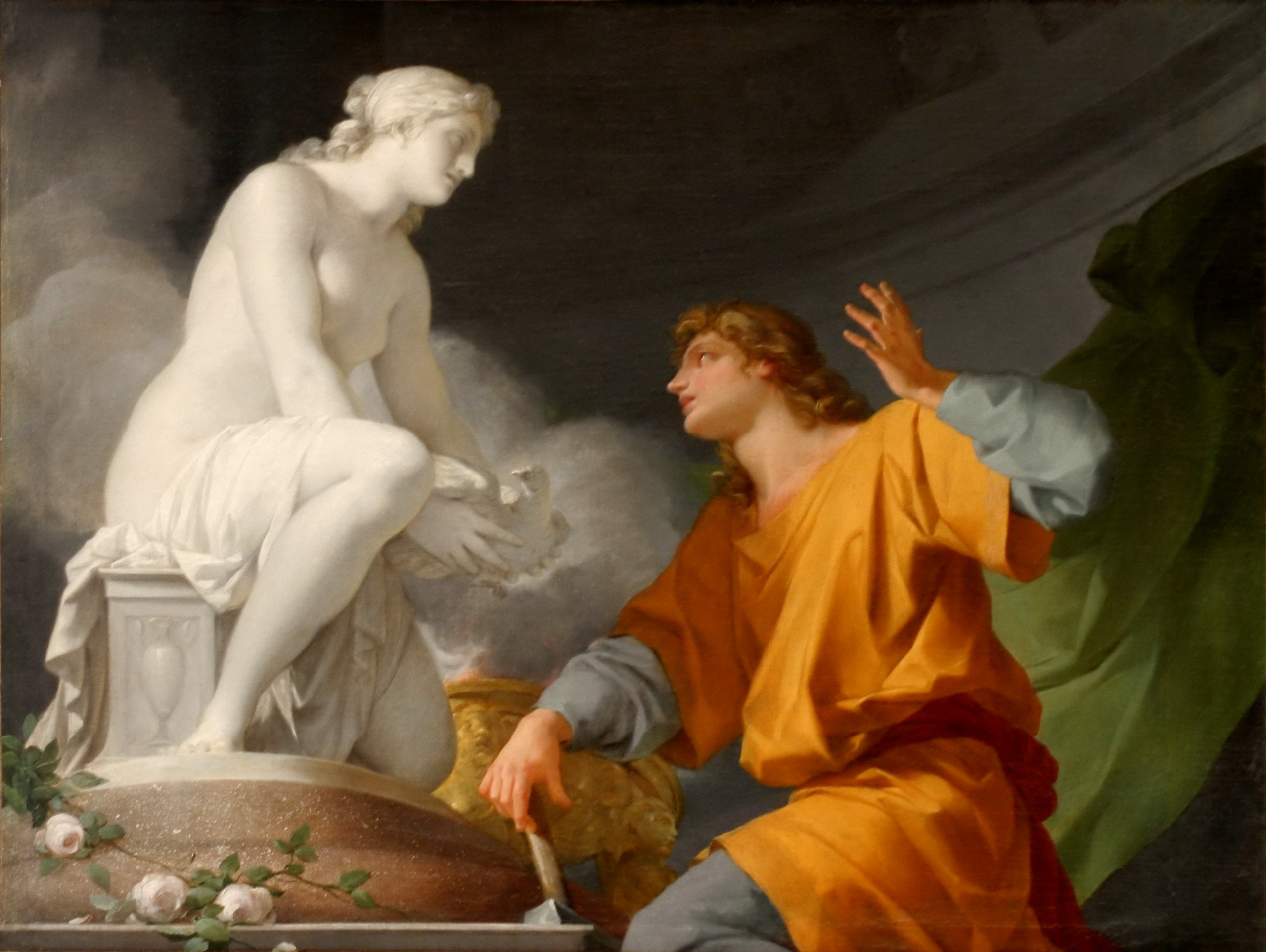
El origen de la Escultura (1786)
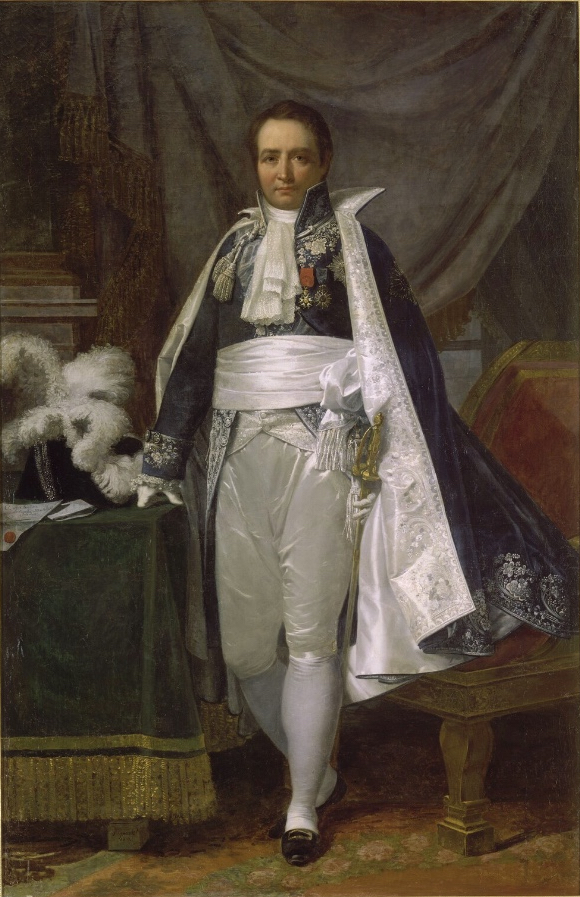
Jean-Pierre Bachasson, Conde de Montalivet (1810)
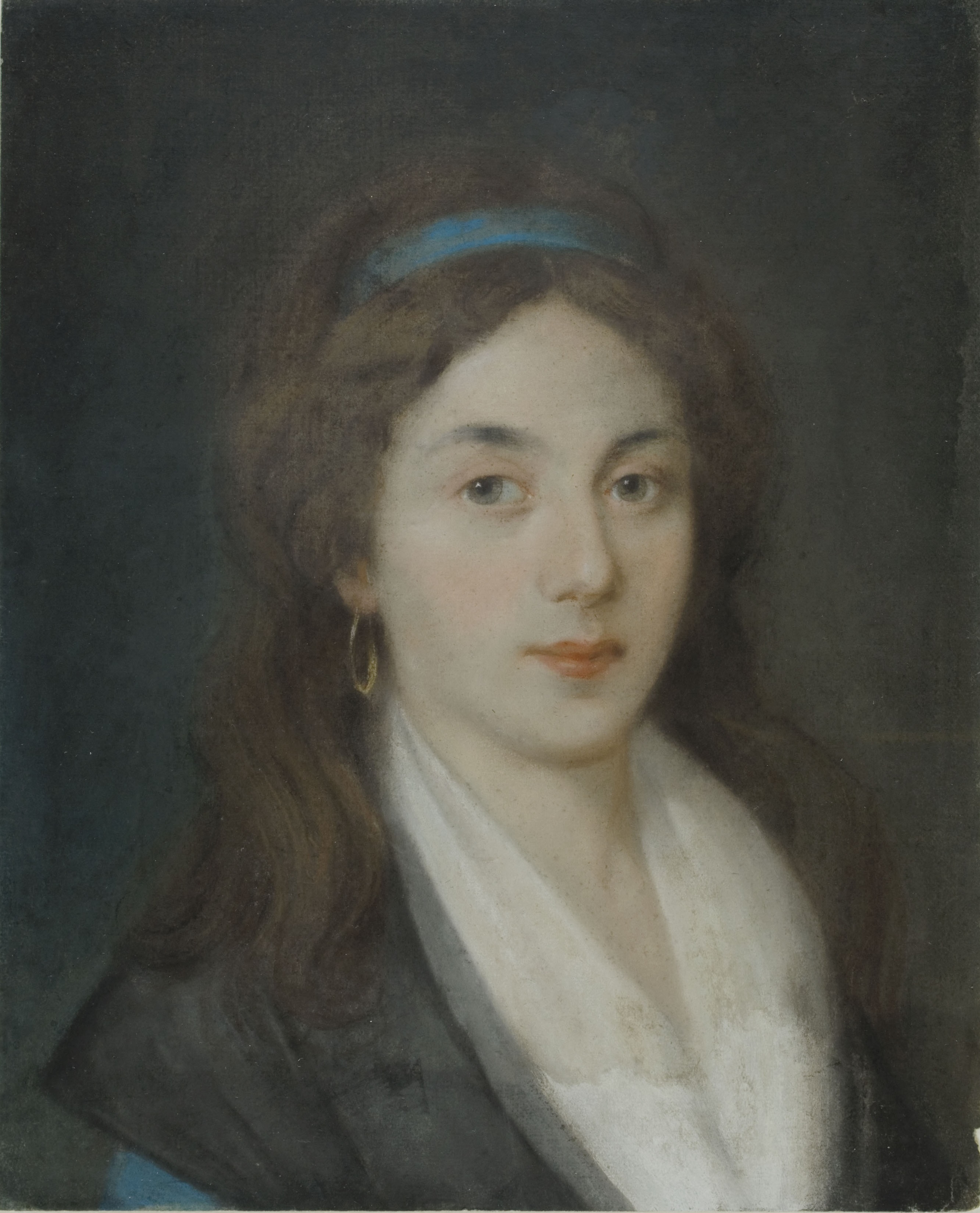
Retrato de Éléonore Duplay, s.XVIII
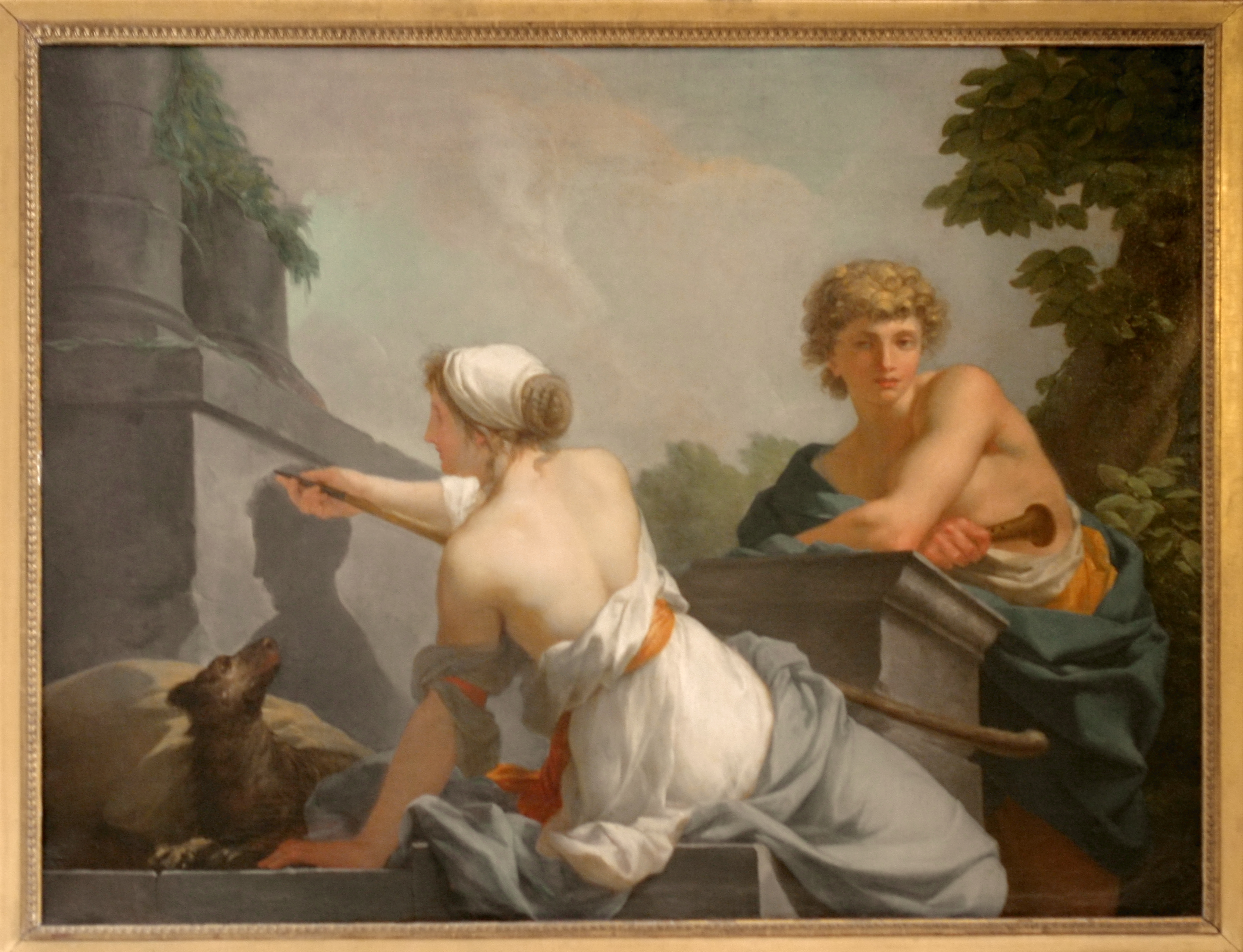
El origen de la Pintura (1786)

## Escuela
- Joseph Albrier
- Jean-Hilaire Belloc
- Merry-Joseph Blondel
- Henri Joseph Boichard
- François Bouchot
- Félix Boisselier
- Théodore Caruelle d'Aligny
- Rosalie Caron
- Alexandre
- Auguste Couder
- Godefroy Engelmann
- Antoine Claude Fleury
- Jean-Augustin Franquelin
- Emmanuel Fries
- Gaspard Gourgaud
- Gabriel-Christophe Guérin
- Pierre-Narcisse Guérin
- Jean-Baptiste Guignet
- Thomas Henry
- Louis Hersent
- Louis Lafitte
- Charles Paul Landon
- Hippolyte Lecomte
- Robert Lefèvre
- François-Gabriel Lépaulle
- Esprit-Aimé Libour
- Henriette Lorimier
- Albert Magimel
- Jean Henry Marlet
- Jean Murat
- Pierre Edme Louis Pellier
- Édouard Pingret
- Isabelle Pinson
- Jacques Réattu
- Jean-Charles-Joseph Rémond